# Апостольский нунций в Индии
Апостольский нунций в Республике Индия — дипломатический представитель Святого Престола в Индии. Данный дипломатический пост занимает церковно-дипломатический представитель Ватикана в ранге посла. Апостольская нунциатура в Индии была учреждена на постоянной основе в 1881 году. Её резиденция находится в Нью-Дели.
В настоящее время Апостольским нунцием в Индии является архиепископ Леопольдо Джирелли, назначенный Папой Франциском 13 марта 2021 года.

## История
Апостольская делегатура в Ост-Индии была учреждена в 1881 году, и включала остров Цейлон, а также была расширена до Малакки в 1889 году, а затем до Бирмы в 1920 году, а в конечном итоге в неё были включены Гоа 30 января 1923 года. 
Апостольская делегатура была повышена до ранга апостольской интернунциатуры, бреве «Mentem animumque» Папы римского Пием XII 12 июня 1948 года и до полной Апостольской нунциатуры Папой Павлом VI 22 августа 1967 года. Цейлон (ныне Шри-Ланка) был выделен в отдельную нунциатуру в 1967 году, а Бирма (ныне Мьянма) в 1973 году (Малакка, как часть современной Малайзии, была выделена в 1957 году).
Апостольский нунций в Индии служит как посол папы (как главы государства-града Ватикана) при президенте Индии, а также в качестве делегата и контактом между католической иерархией в Индии и Папой (как главой Церкви). Апостольский нунций в Индии также является по совместительству Апостольским нунцием в Непале.

## Апостольские нунции в Индии

### Апостольские делегаты
- Антонио Альярди — (23 сентября 1884 — 9 мая 1887 — назначен про-секретарём Священной Конгрегации чрезвычайных церковных дел);
- Андреа Аюти — (31 марта 1887 — 24 июля 1891 — назначен секретарём Священной Конгрегации Пропаганды Веры);
- Владислав Михал Залесский — (15 марта 1892 — 7 декабря 1916 — назначен титулярный патриарх Антиохийский);
- Пьетро Фумасони Бьонди — (15 ноября 1916 — 6 декабря 1919 — назначено апостольским делегатом в Японии);
- Пьетро Пизани — (15 декабря 1919 — 1924 — назначен сотрудником Римской курии);
- Эдуард Алоизиус Муни — (18 января 1926 — 30 марта 1931 — назначен апостольским делегатом в Японии);
- Лео Петер Киркелс, C.P. — (23 марта 1931 — 12 июня 1948).

### Апостольские интернунции
- Лео Петер Киркелс, C.P. — (12 июня 1948 — 29 июня 1952);
- Мартин Лукас, S.V.D. — (3 декабря 1952 — 1956 — назначен сотрудником Государственного секретариата Святого Престола);
- Джеймс Роберт Нокс — (14 февраля 1957 — 13 апреля 1967 — назначен архиепископом Мельбурна).

### Апостольские по-нунции
- Джузеппе Каприо — (22 августа 1967 — 19 апреля 1969 — назначен секретарём Администрации церковного имущества Святого Престола);
- Мари-Жозеф Лемьё, O.P. — (30 мая 1969 — 16 февраля 1971);
- Джон Гордон — (11 августа 1971 — 11 июня 1976 — назначен апостольским про-нунцием в Нидерландах);
- Лучано Стореро — (14 июля 1976 — 2 февраля 1981 — назначен апостольским нунцием в Венесуэле);
- Агостино Каччавиллан — (9 мая 1981 — 13 июня 1990 — назначен апостольским про-нунцием в США);
- Георг Цур — (13 августа 1990 — 7 декабря 1998 — назначен президентом Папской Церковной Академии).

### Апостольские нунции
- Лоренцо Бальдиссери — (19 июня 1999 — 12 ноября 2002 — назначен апостольским нунцием в Бразилии);
- Педро Лопес Кинтана — (8 февраля 2003 — 10 декабря 2009 — назначен апостольским нунцием в Канаде);
- Сальваторе Пеннаккьо — (8 мая 2010 — 6 августа 2016 — назначен апостольским нунцием в Польше);
- Джамбаттиста Дикваттро — (21 января 2017 — 29 августа 2020 — назначен апостольским нунцием в Бразилии);
- Леопольдо Джирелли — (13 марта 2021 — по настоящее время).